# スズメバチ上科
スズメバチ上科（スズメバチじょうか、学名：Vespoidea）は、ハチ目ハチ亜目有剣類に属する分類群の1つ。有剣類のうちからセイボウ上科、ハナバチ上科をのぞいた、スズメバチ科、ベッコウバチ科、ツチバチ科、アリ科等、残りの10の科を含むとされていた。2000年代になって分子系統解析が行なわれるようになると、セイボウ上科、ハナバチ上科の単系統性は支持されたが、スズメバチ上科に含まれるグループはスズメバチ科とトゲヒゲバチ科のみとされ、残りは別の上科に再分類された。

## 分類
以前2000年頃まで、スズメバチ上科とされていた10科は、現在は以下のような6上科13科に再分類されている。このうちアリ上科がハナバチ上科と姉妹群となる。
スズメバチ上科　Vespoidea
- スズメバチ科 Vespidae – スズメバチ、アシナガバチ、ドロバチ、トックリバチ
- トゲヒゲバチ科 Rhopalosomatidae

アリ上科　Formicoidea
- アリ科 Formicidae - アリ

クモバチ上科　Pompiloidea
- アリバチ科 Mutillidae – アリバチ
- アリバチモドキ科 Myrmosidae
- ベッコウバチ科 （クモバチ科）Pompilidae – クモバチ、ヒメクモバチ
- ミコバチ科 Sapygidae – ミコバチ

ツチバチ上科 Scolioidea
- ツチバチ科 Scoliidae – ツチバチ
- クビレバチ科 Bradynobaenidae

コツチバチ上科 Tiphioidea
- ムカシツチバチ科 Sierolomorphidae
- コツチバチ科 Tiphiidae – コツチバチ

アゴバチ上科 Thynnoidea
- ハイバチ科 Chyphotidae
- アゴバチ科 Thynnidae – ツヤアリバチ

以下には、上記のうちあまりなじみのない科について概要を記す。 
・トゲヒゲバチ科 - 形態からクモバチ科に近縁と考えられていたが、分子系統解析ではスズメバチ科と姉妹群をなすとされた。世界から約70種が知られるが日本には分布していない。有翅でアメバチ（ヒメバチ科）に似た種や、メスが短翅または無翅でアリに似たものもいる。触角の先端1～2節に突起を持つ。知られる限りでは全てコオロギに外部寄生する。
・アリバチモドキ科 - アリバチ科の1亜科とされていたが、分子系統解析によりミコバチ科に近縁とされ独立した科となった。アリバチ科同様メスは無翅。地中に営巣するハナバチや狩りバチに労働寄生する。アリバチとは、前胸と中胸が融合していないことで区別される。日本には1属2種が分布する。
・ミコバチ科 - 外見は一部のコツチバチ科やアゴバチ科に似て、黒地に黄色の斑紋をもつ。ハナバチに労働寄生する。世界に2亜科14属約75種が記録されている。日本からは最近になってチョウセンホソミコバチ1種が記録されたが、本種の寄主イマイツツハナバチが移入種であることから、本種も移入種の可能性がある。
・クビレバチ科 - メスは翅を持たずアリバチに似て長毛を多く生やすが、前胸と中胸が分かれていることが異なる。形態の類似から、かつてはアリバチ科とされていたが、分子系統解析によりツチバチ科に近縁と判り、ツチバチ上科とされた。主に旧世界の乾燥地域に分布するが、日本からは知られていない。生態は判っていない。
・ムカシツチバチ科 - 現生15種が知られるのみの小さな科で、北半球に分布するが、日本には分布していない。体長1センチメートルに満たない小形のハチで、メスが翅を持たない種もある。生態はほとんどわかっていない。
・コツチバチ科 - 従来7亜科とされていたが、うち5亜科は分子系統解析によりアゴバチ科とされ、2亜科のみとなった。日本からは1属48種が記録されているが、両性が記録されているのは23種のみで残りは片方の性しか記録がなく分類上の課題となっている。コガネムシ類の幼虫に寄生する。
・ハイバチ科 - アリバチ科やクビレバチ科に似た、メスが無翅のハチで、アリバチとは前胸と中胸が分かれていることで区別される。本科は2亜科からなり新世界の乾燥地域のみに分布する。生態は判っていないが、ヒヨケムシ（クモガタ綱の1目）の幼体からTyphoctes属の1種の幼虫が見つかったという観察例がある。
・アゴバチ科 - 最近までコツチバチ科とされていた。体長3センチメートル以下で、翅を持たない種もいる。雌雄とも無翅の種ではほぼ同じ大きさだが、オスが有翅の種ではオスがメスより大きい。5亜科からなる。日本からはツヤアリバチ亜科5種とコブツチバチ亜科1種の2亜科6種が記録されており、ツヤアリバチ亜科の2種がハンミョウの幼虫を狩ることが知られている。ハデツヤアリバチ亜科の唯一の種であるDiamma bicolorは、オーストラリア南部（タスマニアを含む）の固有種で、メスが翅を持たず全身青緑色をしていることからblue ant(英語版)と呼ばれる。体長25ミリメートルで触角と肢は朱色。オスは有翅で体長15ミリメートル、身体は黒く腹部に白斑がある。科としては例外的にケラを麻酔し、坑に運びこんで産卵する。その他の亜科ではコガネムシ科やカミキリムシ科の幼虫を寄主とすることが知られている。